# Lill-Arksjön
Lill-Arksjön är en sjö i Dorotea kommun i Lappland och ingår i Ångermanälvens huvudavrinningsområde. Sjön har en area på 0,285 kvadratkilometer och ligger 353 meter över havet. Sjön avvattnas av vattendraget Näsån (Långselån).

## Delavrinningsområde
Lill-Arksjön ingår i det delavrinningsområde (717064-149509) som SMHI kallar för Utloppet av Lill-Arksjön. Medelhöjden är 387 meter över havet och ytan är 3,34 kvadratkilometer. Räknas de 87 avrinningsområdena uppströms in blir den ackumulerade arean 591,4 kvadratkilometer. Näsån (Långselån) som avvattnar avrinningsområdet har biflödesordning 3, vilket innebär att vattnet flödar genom totalt 3 vattendrag innan det når havet efter 265 kilometer. Avrinningsområdet består mestadels av skog (79 procent). Avrinningsområdet har 0,29 kvadratkilometer vattenytor vilket ger det en sjöprocent på 8,6 procent.